# Räddningsstation Arkösund
Räddningsstation Arkösund är en av Sjöräddningssällskapets räddningsstationer.
Räddningsstationen ligger i hamnen i Arkösund och inrättades 1995. Den har 27 frivilliga, varav 15 i båtbesättningar. 

## Räddningsfarkoster
- Rescue Ingegerd Ramstedt av Victoriaklass, byggd 2015
- Ingrid af Slättö av Gunnel Larssonklass, byggd 2018
- Rescue 9-13, en öppen, snabb 8-meters Rupert Marin ribbåt, som är byggd 2009 och ägd av Sjöfartsverket
- Rescue Länsförsäkringar Östgöta, en täckt Ivanoff Hovercraft svävare, byggd 2018
- Rescuerunner Gränsö, tillverkad 2015
- Miljöräddningssläp Norrköping, som ligger i Norrköpings hamn, byggda av Marine Alutech

## Tidigare räddningsfarkoster
- 14-03 Rescue Erik Collin, en knappt 15 meter lång, förhållandevis långsam täckt räddningsbåt med plastskrov och 23 tons deplacement, byggd av Swede Ship Composite 1990
- 90-130 Rescue Östgöta, en tidigare Stridsbåt 90 E, byggd 1993, anpassad till sjöräddning och sjuktransporter vid Räddningsstation Arkösund och vid Arkösunds Båtvarv 2003-2005
- S-8 Rescue Arkösund, en täckt svävare